# U.S. Route 10
U.S. Route 10 (ou U.S. Highway 10) é uma autoestrada dos Estados Unidos.
Faz a ligação do Oeste para o Este. A U.S. Route 10 foi construída em 1926 e tem 565 milhas (909,2 km).

## Principais ligações
- I-29 em Fargo
- I-35W perto de Minneapolis
- I-35E /  I-94 perto de Saint Paul
- US 41 em Menasha
- I-43 perto de Manitowoc
- US 31 perto de Ludington
- US 127 perto de Clare